# J/ψ介子
J/ψ介子是一种次原子粒子，属于介子，由一枚粲夸克和一枚反粲夸克组成。它是由粲夸克和反粲夸克组成的次原子粒子当中第一个激发态。它的质量为3096.9兆电子伏特/c2，平均寿命为7.2*10-21秒。
两个互相之间独立的研究组分别首次发现了J/ψ介子。其中一个组是伯顿·里克特领导的史丹佛直線加速器中心，另一个组是麻省理工学院丁肇中领导的布鲁克黑文国家实验室。他们得知彼此发现了同一粒子，并同时于1974年11月11日发表了他们的发现。这个发现后粒子物理学发生了巨大的改变，这个改变有时也被称为“十一月革命”。1976年，里克特和丁肇中因为这个发现獲得诺贝尔物理学奖。

## 发现背景
J/ψ介子的发现背景即有理论成分也有实验成分。在1960年代里第一代夸克理论发表。按照这个理论质子、中子、所有其它重子以及所有介子都是由三种被称为夸克的粒子组成的。这三种夸克分别属于三种不同的“味”，它们分别是上夸克、下夸克和奇异夸克。虽然这个理论能够把当时存在的众多粒子归结为全部是由这三种夸克组成，当时的物理学家认为这个理论只是数学制造的幻影，它们只不过体现了更深的物理原理。
从1969年开始在斯坦福国家加速器实验室进行的深度非弹性散射提供了质子是由更微小的粒子组成的实验迹象。当时还不清楚这些粒子是不是夸克还是其它什么东西。此后的许多实验逐渐地探测了次质子粒子的特征，这些实验显示它们可能的确是已经理论预言的夸克。
在理论方面杰拉德·特·胡夫特1971年发现如何计算树图以外的带有自发对称性破缺的规范场论后这个理论能够被用来彻底解释弱相互作用。1973年发现的W及Z玻色子是弱电相互作用最早的实验迹象。1973年渐近自由被确定后夸克规范场论成为强相互作用的理论基础。
但是简单地把电弱理论和夸克模型结合到一起导致理论预言与实验相违的衰变模型，尤其是它预言了Z玻色子参与的奇异夸克变化为下夸克的衰变。这样的衰变从来没有被观察到过。1970年谢尔登·格拉肖、约翰·艾利奥朴勒斯和鲁茨阿诺·麦阿尼预言假如还有一种夸克魅夸克存在的话，奇异夸克和下夸克之间就不必互相转变。1974年夏这篇论文导致了可能存在魅夸克和反魅夸克组成的介子的预言。但是这些预言没有受到重视。里克特和丁肇中并没有特意要证实这些理论，他们的实验目的主要是探索新的能量领域。

## 名称
由于J/ψ介子几乎是同时被发现的，因此它是所有基本粒子中唯一由两个字母作为名称的粒子。里克特把它称为，这个名称是按照斯坦福国家加速器实验室的加速器命名的，但是他的同事们均不喜欢这个名字。因此他察看哪些希腊字母还没有被用作粒子名称。他推翻了，因为这个字母代表“不重要”，最后他选择了。有意思的是火花室图像里的J/ψ介子往往看上去像。丁肇中则选择了。这个字母是前一个字母，而K介子则是奇异夸克组成的相应介子，当时已经被发现。
由于科学社群觉得無論採用任一方命名的名稱，都對另一方发现者的命名权不公平，因此大多数此后的论文都把这个粒子並列称之为J/ψ介子。
J/ψ介子的第一激发态被写作ψ'，有时也被写作ψ（2S）或者按照其兆电子伏特质量写作ψ（3686）。其它激发态也适用ψ和量子态（假如已知的话）或者质量来表示。由于里克特的實驗组自己就发现了四个激发态，因此一般在描述激发态的时候單單寫成ψ而不並列J。
曾經流傳一種說法，因為他自己中文姓氏“丁”和英文字母“J”類似，所以命名為J粒子，其實這是一個美麗的誤會。真正的意思“J”在量子力學上代表電流、光，而J粒子和光、電有密切的關係，所以就命名為J粒子。

## J/ψ熔化
在一个炙热的量子色動力学物质中假如温度非常高的话J/ψ介子和它的激发态可能会熔化。这是被预言的夸克-胶子等离子体形成的一个迹象。截至2011年，歐洲核子研究組織的超級質子同步加速器（SPS）、布克海文国家实验室的相对论重离子对撞机（RHIC）以及歐洲核子研究組織的大型强子对撞机（LHC）做的重离子实验都观察到了这样的事实：重离子碰撞中产生的J/ψ比由核子对撞的简单叠加所计算出的产额要小，这一现象的原因还在探讨之中。其原因是要计算有多少J/ψ介子熔合了首先需要知道碰撞之初有多少J/ψ产生了，同时夸克胶子等离子体中也可能有J/ψ介子产生。因此在碰撞初始状态中还有许多未知数。
也有理论认为，这个过程在超級質子同步加速器中不是导致J/ψ介子的消失，而是导致其产生。由于夸克胶子等离子体中众多粲夸克的存在，更多J/ψ介子会产生。此外含粲的B介子（{\displaystyle B_{c}}介子）也可能提供夸克自由运动的迹象。

## 衰变
由于OZI规则J/ψ介子的强子衰变很少。这个效应大大延长了该粒子的寿命。因此它的衰变宽度仅为93.2±2.1千电子伏特。因此J/ψ介子的电磁衰变能够与强子衰变竞争。